# Mont-Blanc (municipalité)
Pour les articles homonymes, voir Mont Blanc (homonymie).
Mont-Blanc est une municipalité canadienne au Québec, chef-lieu de la MRC des Laurentides, dans la région des Laurentides. 

## Toponymie
Originellement nommée Saint-Faustin en l'honneur de saint Faustin et son compagnon Jovite, martyrs près de Brescia en 303, ses habitants se nommaient les Faustilacois et les Faustilacoises. En 1996, la municipalité de Saint-Faustin–Lac-Carré est formée lors de la fusion des municipalités de Lac-Carré et de Saint-Faustin. Lors des élections de novembre 2021, les électeurs à 51% se sont prononcés en faveur  de renommer la municipalité « Mont-Blanc ». Le 14 janvier 2022, le ministère des Affaires municipales et de l'Habitation approuve la demande de changement de nom qui est officiellement modifié le 29 janvier 2022.

## Géographie
Chef-lieu de la MRC des Laurentides, Mont-Blanc est située à 11 km de Mont-Tremblant et à 21 km de Sainte-Agathe-des-Monts.
Surplombée par le mont Blanc, elle compte de nombreux lacs, dont le lac Carré, qui donne le nom au secteur villageois de la municipalité.

## Démographie
| 1996  | 2001  | 2006  | 2011  | 2016  | 2021  |
| ----- | ----- | ----- | ----- | ----- | ----- |
| 2 470 | 2 790 | 2 985 | 3 467 | 3 499 | 3 780 |

## Administration
Les élections municipales se font en bloc et suivant un découpage de six districts.
| Mont-Blanc Saint-Faustin–Lac-Carré (avant 2022) Maires depuis 2003                                                   |                   |         |          |
| Élection | Maire             | Qualité | Résultat |
| 2003 | Pierre Poirier    |         | Voir     |
| 2005 | Pierre Poirier    | Voir    |          |
| 2009 | Pierre Poirier    | Voir    |          |
| 2013 | Pierre Poirier    | Voir    |          |
| 2017 | Pierre Poirier    | Voir    |          |
| 2021 | Jean Simon Levert |         | Voir     |
| Élection partielle en italique Depuis 2005, les élections sont simultanées dans toutes les municipalités québécoises |                   |         |          |

## Éducation
Le campus primaire de Mont-Tremblant et l'école secondaire Curé-Mercure du Centre de services scolaire des Laurentides, ainsi que l'école anglophone Académie Sainte-Agathe à Sainte-Agathe-des-Monts, gérée par la Commission scolaire Sir Wilfrid Laurier, desservent cette municipalité (primaire et secondaire).

## Attraction touristique
- Le Sentier des cimes ayant une tour panoramique s'élevant à 40 mètres de haut[8]
- Montagne de ski alpin Mont Blanc[9]
- Juillet : le Festi-Bière du Mont-Blanc[10]

## Lieu de culte
- Paroisse Sainte-Trinité